# Taťána Kuchařová
Taťána Kuchařová (ur. 23 grudnia 1987 w Trnawie) – czeska modelka, zwyciężczyni konkursu Miss Czech 2006, Miss Sympatii Czech 2006 oraz Miss World 2006, którego finał odbył się 30 września 2006 w Warszawie.
25 czerwca 2008 założyła Fundację Krása pomoci (pol. Piękno pomagania), której misją jest zapewnienie pomocy finansowej, materialnej, humanitarnej, prawnej i eksperckiej, jak również pomocy osobistej i edukacyjnej dla osób potrzebujących wsparcia ze względów fizycznych, socjalnych bądź ekonomicznych w Czechach i poza jej granicami.